# فرانكنشتاين يقابل الرجل الذئب
فرانكنشتاين يقابل الرجل الذئب (بالإنجليزية: Frankenstein Meets the Wolf Man)‏ هو فيلم رعب أمريكي إنتاج عاد 1943، من إخراج روي ويليام نيل وبطولة إلونا ماسي، باتريك نويلز، بيلا لوغوسي، ليونيل أتويل وماريا اوسبينسكايا.

## روابط خارجية
- فرانكنشتاين يقابل الرجل الذئب على موقع IMDb (الإنجليزية)
- فرانكنشتاين يقابل الرجل الذئب على موقع روتن توميتوز (الإنجليزية)
- فرانكنشتاين يقابل الرجل الذئب على موقع قاعدة بيانات الأفلام العربية
- فرانكنشتاين يقابل الرجل الذئب على موقع ألو سيني (الفرنسية)
- فرانكنشتاين يقابل الرجل الذئب على موقع Turner Classic Movies (الإنجليزية)
- فرانكنشتاين يقابل الرجل الذئب على موقع أول موفي (الإنجليزية)
- فرانكنشتاين يقابل الرجل الذئب على موقع فيلمافينيتي (الإسبانية)
- فرانكنشتاين يقابل الرجل الذئب على موقع قاعدة بيانات الأفلام السويدية (السويدية)
- فرانكنشتاين يقابل الرجل الذئب على موقع قاعدة بيانات الفيلم (الإنجليزية)
- فرانكنشتاين يقابل الرجل الذئب على موقع ليتربوكسد (الإنجليزية)